# UCI Europe Tour 2019
El UCI Europe Tour 2019 fue la decimoquinta edición del calendario ciclístico internacional europeo. Se inició el 31 de enero de 2019 en España con el Trofeo Porreras-Felanich-Las Salinas-Campos perteneciente a la Challenge Ciclista a Mallorca y finalizó el 20 de octubre de 2019 con la Chrono des Nations en Francia. En principio, se disputarían 222 competencias, otorgando puntos a los primeros clasificados de las etapas y a la clasificación final, aunque el calendario sufrió modificaciones a lo largo de la temporada con la inclusión de nuevas carreras o exclusión de otras.

## Equipos
Los equipos que podían participar en las diferentes carreras dependían de la categoría de las mismas. A mayor nivel de una carrera podían participar equipos de más nivel. Por ejemplo los equipos UCI WorldTeam, solo podían participar de las carreras .HC y .1 y tenían cupo limitado de equipos para competir.
| Categoría      | Categoría                       | Equipos |
| -------------- | ------------------------------- | --- |
| .HC            | 1.HC (Carrera de un día)        | * ProTeam (max 65%) * Profesionales Continentales * Continentales * Selecciones nacionales                 |
| .HC            | 2.HC (Carrera de varios días)   | * ProTeam (max 65%) * Profesionales Continentales * Continentales * Selecciones nacionales                 |
| .1             | 1.1 (Carrera de un día)         | • ProTeam (max 50%) • Profesionales Continentales • Continentales • Selecciones nacionales                 |
| .1             | 2.1 (Carrera de varios días)    | • ProTeam (max 50%) • Profesionales Continentales • Continentales • Selecciones nacionales                 |
| .2             | 1.2 (Carrera de un día)         | • Profesionales Continentales • Continentales • Selecciones nacionales • Selecciones regionales • Amateurs |
| .2             | 2.2 (Carrera de varios días)    | • Profesionales Continentales • Continentales • Selecciones nacionales • Selecciones regionales • Amateurs |
| .Ncup (sub-23) | 1.Ncup (Carrera de un día)      | • Selecciones nacionales • Selecciones mixtas                                                              |
| .Ncup (sub-23) | 2.Ncup (Carrera de varios días) | |

## Carreras
Esta edición constó de 272 carreras: XXX de máxima categoría (.HC), XXX carreras de nivel (.1), y el resto de las carreras son del último nivel de categoría (.2). Además también hicieron parte los campeonatos nacionales de ruta y contrarreloj para élite y sub-23 para cada país europeo.

## Calendario
Las siguientes son las 272 carreras que compusieron actualmente el calendario UCI Europe Tour.

### Enero
| UCI Europe Tour 2019 - enero |                                             |      |               |                            |
| Fecha                        | Carrera                                     | Cat. | Ganador       | Equipo                     |
| ---------------------------- | ------------------------------------------- | ---- | ------------- | -------------------------- |
| 31                           | Trofeo Las Salinas-Campos-Porreras-Felanich | 1.1  | Jesús Herrada | Cofidis, Solutions Crédits |

### Febrero
| UCI Europe Tour 2019 - febrero |                                    |      |                    |                               |
| Fecha                          | Carrera                            | Cat. | Ganador            | Equipo                        |
| ------------------------------ | ---------------------------------- | ---- | ------------------ | ----------------------------- |
| 1                              | Trofeo Andrach-Lloseta             | 1.1  | Emanuel Buchmann   | Bora-Hansgrohe                |
| 2                              | Trofeo Serra de Tramuntana         | 1.1  | Tim Wellens        | Lotto Soudal                  |
| 3                              | Trofeo Palma                       | 1.1  | Marcel Kittel      | Katusha-Alpecin               |
| 3                              | Gran Premio Ciclista la Marsellesa | 1.1  | Anthony Turgis     | Direct Énergie                |
| 6-10                           | Vuelta a la Comunidad Valenciana   | 2.1  | Ion Izagirre       | Astana                        |
| 7-10                           | Estrella de Bessèges               | 2.1  | Christophe Laporte | Cofidis, Solutions Crédits    |
| 9                              | Gran Premio de Gazipaşa            | 1.2  | Branislau Samoilau | Minsk CC                      |
| 10                             | Gran Premio de Alanya              | 1.2  | Lucas Carstensen   | Bike Aid                      |
| 14-17                          | Tour La Provence                   | 2.1  | Gorka Izagirre     | Astana                        |
| 15-16                          | Vuelta a Murcia                    | 2.1  | Luis León Sánchez  | Astana                        |
| 17                             | Trofeo Laigueglia                  | 1.HC | Simone Velasco     | Neri Sottoli-Selle Italia-KTM |
| 17                             | Clásica de Almería                 | 1.HC | Pascal Ackermann   | Bora-Hansgrohe                |
| 20-24                          | Vuelta a Andalucía                 | 2.HC | Jakob Fuglsang     | Astana                        |
| 20-24                          | Vuelta al Algarve                  | 2.HC | Tadej Pogačar      | UAE Emirates                  |
| 21-24                          | Tour de Antalya                    | 2.2  | Szymon Rekita      | Leopard                       |
| 22-24                          | Tour de Haut-Var                   | 2.1  | Thibaut Pinot      | Groupama-FDJ                  |
| 24                             | Gran Premio Eslovenia Istria       | 1.2  | Marko Kump         | Adria Mobil                   |

### Marzo
| UCI Europe Tour 2019 - Marzo |                                              |      |                                            |                                            |
| Fecha                        | Carrera                                      | Cat. | Ganador                                    | Equipo                                     |
| ---------------------------- | -------------------------------------------- | ---- | ------------------------------------------ | ------------------------------------------ |
| 2                            | Classic Sud Ardèche                          | 1.1  | Lilian Calmejane                           | Direct Énergie                             |
| 3                            | Gran Premio Internacional de Rodas           | 1.2  | Dušan Rajović                              | Adria Mobil                                |
| 3                            | Kuurne-Bruselas-Kuurne                       | 1.HC | Bob Jungels                                | Deceuninck-Quick Step                      |
| 3                            | La Drôme Classic                             | 1.1  | Alexis Vuillermoz                          | AG2R La Mondiale                           |
| 5                            | Le Samyn                                     | 1.1  | Florian Sénéchal                           | Deceuninck-Quick Step                      |
| 6                            | Trofej Umag-Umag Trophy                      | 1.2  | Alois Kaňkovský                            | Elkov-Author                               |
| 8-10                         | Vuelta a Rodas                               | 2.2  | Martijn Budding                            | BEAT CC                                    |
| 9                            | Gran Premio Velo Alanya                      | 1.2  | Nikolai Shumov                             | Minsk CC                                   |
| 9                            | Porec Trophy                                 | 1.2  | Fabian Lienhard                            | Selección de Suiza                         |
| 10                           | Gran Premio Industria y Artigianato-Larciano | 1.HC | Maximilian Schachmann                      | Bora-Hansgrohe                             |
| 10                           | Dorpenomloop Rucphen                         | 1.2  | Anulada por las condiciones meteorológicas | Anulada por las condiciones meteorológicas |
| 10                           | Gran Premio Jean-Pierre Monseré              | 1.1  | Anulada por las condiciones meteorológicas | Anulada por las condiciones meteorológicas |
| 10                           | Gran Premio Justiniano Hotels                | 1.2  | Onur Balkan                                | Salcano Sakarya BB                         |
| 10                           | Gran Premio Villa de Lillers                 | 1.2  | Anulada por las condiciones meteorológicas | Anulada por las condiciones meteorológicas |
| 14-17                        | Istrian Spring Trophy                        | 2.2  | Felix Gall                                 | Development Sunweb                         |
| 17                           | La Popolarissima                             | 1.2  | Nicola Venchiarutti                        | Friuli ASD                                 |
| 17                           | Clásica de Arrábida                          | 1.2  | Jonathan Lastra                            | Caja Rural-Seguros RGA                     |
| 17                           | París-Troyes                                 | 1.2  | Jérémy Cabot                               | SCO Dijon                                  |
| 17                           | Tour de Drenthe                              | 1.HC | Pim Ligthart                               | Direct Énergie                             |
| 20                           | Nokere Koerse                                | 1.HC | Cees Bol                                   | Sunweb                                     |
| 20-24                        | Vuelta al Alentejo                           | 2.2  | João Rodrigues                             | W52-FC Porto                               |
| 22                           | Youngster Coast Challenge                    | 1.2U | Niklas Märkl                               | Development Sunweb                         |
| 22                           | Bredene Koksijde Classic                     | 1.HC | Pascal Ackermann                           | Bora-Hansgrohe                             |
| 24                           | Gran Premio de Denain                        | 1.HC | Mathieu van der Poel                       | Corendon-Circus                            |
| 25-31                        | Tour de Normandía                            | 2.2  | Ole Forfang                                | Joker Fuel of Norway                       |
| 27-31                        | Settimana Coppi e Bartali                    | 2.1  | Lucas Hamilton                             | Mitchelton-Scott                           |
| 30                           | Clásica de Loire-Atlantique                  | 1.1  | Rudy Barbier                               | Israel Cycling Academy                     |
| 31                           | Gran Premio Cholet-Pays de Loire             | 1.1  | Marc Sarreau                               | Groupama-FDJ                               |

### Abril
| UCI Europe Tour 2019 - Abril |                                                                   |      |                      |                                  |
| Fecha                        | Carrera                                                           | Cat. | Ganador              | Equipo                           |
| ---------------------------- | ----------------------------------------------------------------- | ---- | -------------------- | -------------------------------- |
| 3-6                          | Giro de Sicilia                                                   | 2.1  | Brandon McNulty      | Rally UHC                        |
| 5                            | Route Adélie                                                      | 1.1  | Marc Sarreau         | Groupama-FDJ                     |
| 5-7                          | Triptyque des Monts et Châteaux                                   | 2.2  | Mikkel Bjerg         | Hagens Berman Axeon              |
| 6                            | Gran Premio Miguel Induráin                                       | 1.1  | Jonathan Hivert      | Direct Énergie                   |
| 6                            | Volta Limburg Classic                                             | 1.1  | Patrick Müller       | Vital Concept-B&B Hotels         |
| 7                            | Trofeo Banca Popular de Vicenza                                   | 1.2U | Georg Zimmermann     | Tirol KTM                        |
| 7                            | Gran Premio Adria Mobil                                           | 1.2  | Marko Kump           | Adria Mobil                      |
| 7                            | La Roue Tourangelle                                               | 1.1  | Lionel Taminiaux     | Wallonie Bruxelles               |
| 9-12                         | Circuito de la Sarthe                                             | 2.1  | Alexis Gougeard      | AG2R La Mondiale                 |
| 10                           | Scheldeprijs                                                      | 1.HC | Fabio Jakobsen       | Deceuninck-Quick Step            |
| 12-14                        | Circuito de las Ardenas                                           | 2.2  | Alexander Kamp       | Riwal Readynez                   |
| 12-14                        | Gran Premio Internacional de Fronteras y la Sierra de la Estrella | 2.1  | Edwin Ávila          | Israel Cycling Academy           |
| 13                           | Trofeo Edil C                                                     | 1.2U | Giovanni Aleotti     | Friuli ASD                       |
| 14                           | Klasika Primavera                                                 | 1.1  | Carlos Betancur      | Movistar                         |
| 16                           | París-Camembert                                                   | 1.1  | Benoît Cosnefroy     | AG2R La Mondiale                 |
| 17                           | Flecha Brabanzona                                                 | 1.HC | Mathieu van der Poel | Corendon-Circus                  |
| 17-21                        | Tour de Loir-et-Cher                                              | 2.2  | Jan Bárta            | Elkov-Author                     |
| 18-21                        | Belgrado-Bania Luka                                               | 2.1  | Paweł Franczak       | Voster ATS                       |
| 20                           | Tour de Finisterre                                                | 1.1  | Julien Simon         | Cofidis, Solutions Crédits       |
| 20                           | Memorial Arno Wallaard                                            | 1.2  | Alex Richardson      | Canyon dhb p/b Bloor Homes       |
| 20                           | Lieja-Bastoña-Lieja sub-23                                        | 1.2U | Kevin Vermaerke      | Hagens Berman Axeon              |
| 21                           | Trofeo Ciudad de San Vendemiano                                   | 1.2U | Andrea Bagioli       | Colpack                          |
| 22                           | Giro del Belvedere                                                | 1.2U | Samuele Battistella  | Dimension Data for Qhubeka       |
| 22                           | Tro Bro Leon                                                      | 1.1  | Andrea Vendrame      | Androni Giocattoli-Sidermec      |
| 22-26                        | Tour de los Alpes                                                 | 2.HC | Pavel Sivakov        | Sky                              |
| 23                           | Gran Premio Palio del Recioto                                     | 1.2U | Matteo Sobrero       | Dimension Data for Qhubeka       |
| 25-27                        | Vuelta a Castilla y León                                          | 2.1  | Davide Cimolai       | Israel Cycling Academy           |
| 25-28                        | Tour de Mersin                                                    | 2.2  | Peter Koning         | Bike Aid                         |
| 25-1                         | Tour de Bretaña                                                   | 2.2  | Lorrenzo Manzin      | Vital Concept-B&B Hotels         |
| 27-28                        | Tour de Jura                                                      | 2.2  | Kobe Goossens        | Lotto Soudal U23                 |
| 28                           | Giro de los Apeninos                                              | 1.1  | Mattia Cattaneo      | Androni Giocattoli-Sidermec      |
| 28                           | Rutland-Melton International CiCLE Classic                        | 1.2  | Colin Joyce          | Rally UHC                        |
| 28                           | Visegrad 4 Bicycle Race-GP Polski                                 | 1.2  | Alois Kaňkovský      | Elkov-Author                     |
| 30-5                         | Carpathian Couriers Race                                          | 2.2U | Marijn van den Berg  | Metec-TKH Continental p/b Mantel |

### Mayo
| UCI Europe Tour 2019 - mayo |                                     |      |                      |                             |
| Fecha                       | Carrera                             | Cat. | Ganador              | Equipo                      |
| --------------------------- | ----------------------------------- | ---- | -------------------- | --------------------------- |
| 1                           | Gran Premio de Fráncfort sub-23     | 1.2U | Frederik Rodenberg   | ColoQuick                   |
| 1                           | Memoriał Andrzeja Trochanowskiego   | 1.2  | Alois Kaňkovský      | Elkov-Author                |
| 1-5                         | Cinco Anillos de Moscú              | 2.2  | Yauhen Sobal         | Minsk CC                    |
| 2                           | Memoriał Romana Siemińskiego        | 1.2  | Alois Kaňkovský      | Elkov-Author                |
| 2-5                         | Tour de Mesopotamia                 | 2.2  | Branislau Samoilau   | Minsk CC                    |
| 2-5                         | Tour de Yorkshire                   | 2.HC | Christopher Lawless  | INEOS                       |
| 3-5                         | Vuelta a Asturias                   | 2.1  | Richard Carapaz      | Movistar                    |
| 4                           | Tour de Overijssel                  | 1.2  | Nils Eekhoff         | Development Sunweb          |
| 4                           | Himmerland Rundt                    | 1.2  | Niklas Larsen        | ColoQuick                   |
| 5                           | Circuito del Porto-Trofeo Arvedi    | 1.2  | Luca Mozzato         | Dimension Data for Qhubeka  |
| 5                           | Skive-Løbet                         | 1.2  | Frederik Rodenberg   | ColoQuick                   |
| 5                           | Entre Brenne y Montmorillonnais     | 1.2  | Alberto Dainese      | SEG Racing Academy          |
| 9-12                        | Rhône-Alpes Isère Tour              | 2.2  | Matthias Krizek      | Felbermayr-Simplon Wels     |
| 10-12                       | Vuelta a la Comunidad de Madrid     | 2.1  | Clément Russo        | Arkéa Samsic                |
| 10-12                       | CCC Tour-Grody Piastowskie          | 2.2  | Kamil Małecki        | CCC Development             |
| 11                          | Sundvolden GP                       | 1.2  | Trond Trondsen       | Coop                        |
| 11                          | Tour de Zuidenveld                  | 1.2  | Luuc Bugter          | BEAT CC                     |
| 11                          | Scandinavian Race                   | 1.2  | Rasmus Bøgh Wallin   | Riwal Readynez              |
| 11                          | Visegrad 4 Kerekparverseny          | 1.2  | Paweł Franczak       | Voster ATS                  |
| 11                          | Minsk Cup                           | 1.2  | Yauheni Karaliok     | Selección de Bielorrusia    |
| 12                          | Gran Premio Industrias del Mármol   | 1.2U | Patrick Gamper       | Tirol KTM                   |
| 12                          | Flecha de las Ardenas               | 1.2  | Simon Pellaud        | IAM Excelsior               |
| 12                          | Visegrad 4 Bicycle Race-GP Slovakia | 1.2  | Alois Kaňkovský      | Elkov-Author                |
| 12                          | Ringerike GP                        | 1.2  | Kristoffer Skjerping | Uno-X Norwegian Development |
| 12                          | Gran Premio del Somme               | 1.2  | Lorrenzo Manzin      | Vital Concept-B&B Hotels    |
| 12                          | Gran Premio de Minsk                | 1.2  | Norman Vahtra        | Tartu                       |
| 14-19                       | Cuatro Días de Dunkerque            | 2.HC | Mike Teunissen       | Jumbo-Visma                 |
| 17-19                       | Vuelta a Aragón                     | 2.1  | Eduard Prades        | Movistar                    |
| 17-19                       | Tour del Mar Negro                  | 2.2  | Onur Balkan          | Salcano Sakarya BB          |
| 17-19                       | Tour d'Eure-et-Loir                 | 2.2  | Luuc Bugter          | BEAT CC                     |
| 19                          | Gran Premio Criquielion             | 1.2  | Arne Marit           | Lotto Soudal U23            |
| 20-24                       | Tour de Albania                     | 2.2  | Filippo Fiorelli     | Gragnano Sporting Club      |
| 22-26                       | Bałtyk-Karkonosze Tour              | 2.2  | Kamil Małecki        | CCC Development             |
| 23                          | Chabany Race                        | 1.2  | Andriy Vasylyuk      | Kiev Capital                |
| 23-25                       | Tour de Estonia                     | 2.1  | Mihkel Räim          | Israel Cycling Academy      |
| 23-26                       | Ronde d'Isard                       | 2.2U | Andrea Bagioli       | Colpack                     |
| 24                          | Horizon Park Race for Peace         | 1.2  | Yauhen Sobal         | Minsk CC                    |
| 24-26                       | Tour de l'Ain                       | 2.1  | Thibaut Pinot        | Groupama-FDJ                |
| 24-26                       | París-Arrás Tour                    | 2.2  | Ethan Hayter         | Selección de Reino Unido    |
| 24-26                       | Hammer Stavanger                    | 2.1  | Jumbo-Visma          | Jumbo-Visma                 |
| 25                          | Horizon Park Race Maidan            | 1.2  | Uladzislai Tsimoshyk | Selección de Bielorrusia    |
| 26                          | Gran Premio Marcel Kint             | 1.1  | Bryan Coquard        | Vital Concept-B&B Hotels    |
| 26                          | Horizon Park Classic                | 1.2  | Andriy Vasylyuk      | Kiev Capital                |
| 28-2                        | Tour de Noruega                     | 2.HC | Alexander Kristoff   | UAE Emirates                |
| 29-2                        | Flèche du Sud                       | 2.2  | Quinten Hermans      | Telenet Fidea Lions         |
| 30                          | Circuito de Valonia                 | 1.1  | Thomas Boudat        | Total Direct Énergie        |
| 31-2                        | Wyścig Mjr. Hubala-Sante Tour       | 2.1  | Maciej Paterski      | Wibatech Merx               |
| 31-2                        | Tour de la Mirabelle                | 2.2  | Simon Pellaud        | IAM Excelsior               |

### Junio
| UCI Europe Tour 2019 - junio |                                             |      |                       |                                     |
| Fecha                        | Carrera                                     | Cat. | Ganador               | Equipo                              |
| ---------------------------- | ------------------------------------------- | ---- | --------------------- | ----------------------------------- |
| 1                            | Gran Premio de Plumelec-Morbihan            | 1.1  | Benoît Cosnefroy      | AG2R La Mondiale                    |
| 1                            | Tour de Ribas                               | 1.2  | Onur Balkan           | Selección de Turquía                |
| 2                            | Odessa Grand Prix                           | 1.2  | Matvey Nikitin        | Vino-Astana Motors                  |
| 2                            | Vuelta a Colonia                            | 1.1  | Baptiste Planckaert   | Wallonie Bruxelles                  |
| 2                            | París-Roubaix sub-23                        | 1.2U | Thomas Pidcock        | Wiggins Le Col                      |
| 2                            | Boucles de l'Aulne                          | 1.1  | Alexis Gougeard       | AG2R La Mondiale                    |
| 2                            | Trofeo Alcide Degasperi                     | 1.2  | Benjamin Hill         | Ljubljana Gusto Santic              |
| 5-9                          | Tour de Luxemburgo                          | 2.HC | Jesús Herrada         | Cofidis, Solutions Crédits          |
| 6-9                          | Boucles de la Mayenne                       | 2.1  | Thibault Ferasse      | Natura4Ever-Roubaix Lille Métropole |
| 7-9                          | Tour de Bihor                               | 2.1  | Daniel Muñoz          | Androni Giocattoli-Sidermec         |
| 7-9                          | Hammer Limburgo                             | 2.1  | Deceuninck-Quick Step | Deceuninck-Quick Step               |
| 9                            | Memorial Philippe Van Coningsloo            | 1.2  | Gerben Thijssen       | Lotto Soudal U23                    |
| 9                            | Coppa della Pace                            | 1.2  | Georg Zimmermann      | Tirol KTM                           |
| 9                            | Gran Premio de Lugano                       | 1.1  | Diego Ulissi          | UAE Emirates                        |
| 10                           | Tour de Limburgo                            | 1.1  | Eduard-Michael Grosu  | Delko Marseille Provence            |
| 11-16                        | Tour de Hungría                             | 2.1  | Krists Neilands       | Israel Cycling Academy              |
| 11                           | Bursa Orhangazi Race                        | 1.2  | Onur Balkan           | Salcano Sakarya BB                  |
| 12                           | Bursa Yıldırım Bayezıt Race                 | 1.2  | Mustafa Sayar         | Salcano Sakarya BB                  |
| 12-16                        | Vuelta a Bélgica                            | 2.HC | Remco Evenepoel       | Deceuninck-Quick Step               |
| 13                           | G. P. Kanton Aargau                         | 1.HC | Alexander Kristoff    | UAE Emirates                        |
| 13-16                        | Ronde de l'Oise                             | 2.2  | Anthony Maldonado     | Saint Michel-Auber93                |
| 13-16                        | Oberösterreichrundfahrt                     | 2.2  | Jannik Steimle        | Vorarlberg-Santic                   |
| 13-23                        | Giro Ciclistico d'Italia                    | 2.2U | Andrés Camilo Ardila  | Selección de Colombia               |
| 14-16                        | Tour de Malopolska                          | 2.2  | Adam Stachowiak       | Voster ATS                          |
| 16                           | Midden Brabant-Poort Omloop                 | 1.2  | Arvid de Kleijn       | Metec-TKH Continental p/b Mantel    |
| 17                           | Mont Ventoux Dénivelé Challenge             | 1.1  | Jesús Herrada         | Cofidis, Solutions Crédits          |
| 19-23                        | Tour de Eslovenia                           | 2.HC | Diego Ulissi          | UAE Emirates                        |
| 19-23                        | ZLM Tour                                    | 2.1  | Mike Teunissen        | Jumbo-Visma                         |
| 20-23                        | Tour de Saboya                              | 2.2  | Chris Harper          | BridgeLane                          |
| 20-23                        | Ruta de Occitania                           | 2.1  | Alejandro Valverde    | Movistar                            |
| 21                           | Dwars door het Hageland                     | 1.1  | Kenneth Vanbilsen     | Cofidis, Solutions Crédits          |
| 22                           | Memoriał im. J. Grundmanna i J. Wizowskiego | 1.2  | Sylwester Janiszewski | Voster ATS                          |
| 22                           | Flecha de Heist                             | 1.1  | Álvaro Hodeg          | Deceuninck-Quick Step               |
| 23                           | Korona Kocich Gór                           | 1.2  | Patryk Stosz          | CCC Development                     |
| 23                           | Elfstedenronde                              | 1.1  | Tim Merlier           | Corendon-Circus                     |
| 26                           | Trofeo Internacional Jong Maar Moedig       | 1.2  | Julien Van den Brande | Tarteletto-Isorex                   |
| 26                           | Halle-Ingooigem                             | 1.1  | Dries De Bondt        | Corendon-Circus                     |

### Julio
| UCI Europe Tour 2019 - julio |                                                        |      |                        |                                |
| Fecha                        | Carrera                                                | Cat. | Ganador                | Equipo                         |
| ---------------------------- | ------------------------------------------------------ | ---- | ---------------------- | ------------------------------ |
| 2                            | Trofeo Ciudad de Brescia                               | 1.2  | Daniel Smarzaro        | General Store                  |
| 2-6                          | Carrera de la Solidaridad y de los Campeones Olímpicos | 2.2  | Norman Vahtra          | Tartu                          |
| 3-7                          | Tour de Sibiu                                          | 2.1  | Kevin Rivera           | Androni Giocattoli-Sidermec    |
| 6-7                          | In The Steps of Romans                                 | 2.2  | Polychrónis Tzortzákis | Selección de Grecia            |
| 6-12                         | Vuelta a Austria                                       | 2.1  | Ben Hermans            | Israel Cycling Academy         |
| 11-14                        | Gran Premio Torres Vedras-Trofeo Joaquim Agostinho     | 2.2  | Henrique Casimiro      | Efapel                         |
| 14                           | Giro del Medio Brenta                                  | 1.2  | Simone Ravanelli       | Biesse Carrera                 |
| 16-21                        | Giro del Valle de Aosta                                | 2.2U | Mauri Vansevenant      | EFC-L&R-Vulsteke               |
| 20                           | V4 Special Series Vasarosnameny-Nyiregyhaza            | 1.2  | Daniel Auer            | Maloja Pushbikers              |
| 21                           | V4 Special Series Vasarosnameny-Ibrány                 | 1.2  | János Pelikán          | Pannon                         |
| 24-27                        | Dookoła Mazowsza                                       | 2.2  | Stanisław Aniołkowski  | CCC Development                |
| 25-28                        | Adriatica Ionica Race                                  | 2.1  | Mark Padun             | Bahrain Merida                 |
| 25                           | Gran Premio Pino Cerami                                | 1.1  | Bryan Coquard          | Vital Concept-B&B Hotels       |
| 25                           | Clásica de Ordizia                                     | 1.1  | Rafa Valls             | Movistar                       |
| 26                           | Gran Premio de Gemenc I                                | 1.2  | Attila Valter          | CCC Development                |
| 26-28                        | Tour de Kosovo                                         | 2.2  | Charálampos Kastrantás | Selección de Grecia            |
| 27                           | Gran Premio de Gemenc II                               | 1.2  | János Pelikán          | Pannon                         |
| 27-31                        | Tour de Valonia                                        | 2.HC | Loïc Vliegen           | Wanty-Gobert                   |
| 28                           | Gran Premio de la Villa de Pérenchies                  | 1.2  | Jens Reynders          | Wallonie-Bruxelles Development |
| 30-2                         | Vuelta a Serbia                                        | 2.2  | Enrico Salvador        | Northwave-Cofiloc              |
| 31                           | Circuito de Guecho                                     | 1.1  | Jon Aberasturi         | Caja Rural-Seguros RGA         |
| 31-4                         | Tour de Alsacia                                        | 2.2  | Thomas Pidcock         | Wiggins Le Col                 |
| 31-11                        | Vuelta a Portugal                                      | 2.1  | João Rodrigues         | W52-FC Porto                   |

### Agosto
| UCI Europe Tour 2019 - agosto |                                          |      |                    |                                  |
| Fecha                         | Carrera                                  | Cat. | Ganador            | Equipo                           |
| ----------------------------- | ---------------------------------------- | ---- | ------------------ | -------------------------------- |
| 2-5                           | Kreiz Breizh Elites                      | 2.2  | Mathijs Paasschens | Wallonie Bruxelles               |
| 3                             | Gran Premio de Kalmar                    | 1.2  | Norman Vahtra      | Tartu                            |
| 4                             | Gran Premio de Kranj                     | 1.2  | Marko Kump         | Adria Mobil                      |
| 6-10                          | Tour de Szeklerland                      | 2.2  | Jonas Rapp         | Hrinkow Advarics                 |
| 11                            | Antwerpse Havenpijl                      | 1.2  | Tibo Nevens        | Home Solution-Soenens            |
| 11                            | Slag om Norg                             | 1.1  | Coen Vermeltfoort  | Alecto                           |
| 11                            | Gran Premio Sportivi di Poggiana         | 1.2U | Fabio Mazzucco     | Sangemini-Trevigiani-MG.Kvis     |
| 13-17                         | Vuelta a Burgos                          | 2.HC | Iván Ramiro Sosa   | INEOS                            |
| 15                            | Puchar Ministra Obrony Narodowej         | 1.2  | Norman Vahtra      | Tartu                            |
| 15-18                         | Tour de la República Checa               | 2.1  | Daryl Impey        | Mitchelton-Scott                 |
| 15-18                         | Arctic Race de Noruega                   | 2.HC | Alexey Lutsenko    | Astana                           |
| 16                            | Gran Premio Capodarco                    | 1.2U | Filippo Zana       | Sangemini-Trevigiani-MG.Kvis     |
| 17                            | Memoriał Henryka Łasaka                  | 1.2  | Norman Vahtra      | Tartu                            |
| 18                            | Puchar Uzdrowisk Karpackich              | 1.2  | John Mandrysch     | P&S Metalltechnik                |
| 18                            | Tour de Fyen                             | 1.2  | Rasmus Quaade      | Riwal Readynez                   |
| 18                            | Polynormande                             | 1.1  | Benoît Cosnefroy   | AG2R La Mondiale                 |
| 20                            | Gran Premio de la Villa de Zottegem      | 1.1  | Piotr Havik        | BEAT CC                          |
| 20                            | Gran Premio de Marbriers                 | 1.2  | Damien Clayton     | Ribble                           |
| 21                            | Veenendaal Veenendaal Classic            | 1.1  | Zakkari Dempster   | Israel Cycling Academy           |
| 21-24                         | Tour de Limousin                         | 2.1  | Benoît Cosnefroy   | AG2R La Mondiale                 |
| 21-25                         | Vuelta a Dinamarca                       | 2.HC | Niklas Larsen      | ColoQuick                        |
| 25                            | Schaal Sels                              | 1.1  | Attilio Viviani    | Cofidis, Solutions Crédits       |
| 27-30                         | Tour Poitou-Charentes en Nueva Aquitania | 2.1  | Christophe Laporte | Cofidis, Solutions Crédits       |
| 28                            | Druivenkoers Overijse                    | 1.1  | Arvid de Kleijn    | Metec-TKH Continental p/b Mantel |
| 29-1                          | Vuelta a Alemania                        | 2.HC | Jasper Stuyven     | Trek-Segafredo                   |
| 31                            | Omloop Mandel-Leie-Schelde               | 1.1  | Niccolò Bonifazio  | Total Direct Énergie             |

### Septiembre
| UCI Europe Tour 2019 - septiembre |                                            |      |                                 |                                     |
| Fecha                             | Carrera                                    | Cat. | Ganador                         | Equipo                              |
| --------------------------------- | ------------------------------------------ | ---- | ------------------------------- | ----------------------------------- |
| 1                                 | Croacia-Eslovenia                          | 1.2  | Marko Kump                      | Adria Mobil                         |
| 1                                 | Gran Premio Jef Scherens                   | 1.1  | Niccolò Bonifazio               | Total Direct Énergie                |
| 1                                 | Gran Premio de la Ville de Nogent-sur-Oise | 1.2  | Emiel Vermeulen                 | Natura4Ever-Roubaix Lille Métropole |
| 4-7                               | Giro del Friuli Venezia Giulia             | 2.2  | Clément Champoussin             | Chambéry CC                         |
| 6                                 | Gran Premio Velo Erciyes                   | 1.2  | Onur Balkan                     | Salcano Sakarya BB                  |
| 6                                 | Hafjell TT                                 | 1.2  | Mikkel Bjerg                    | Hagens Berman Axeon                 |
| 7                                 | Lillehammer GP                             | 1.2  | Niklas Larsen                   | ColoQuick                           |
| 7                                 | Brussels Cycling Classic                   | 1.HC | Caleb Ewan                      | Lotto Soudal                        |
| 7-8                               | Tour de Anatolia Central                   | 2.2  | Ahmet Örken                     | Salcano Sakarya BB                  |
| 7-14                              | Vuelta a Gran Bretaña                      | 2.HC | Mathieu van der Poel            | Corendon-Circus                     |
| 8                                 | Gran Premio de Fourmies                    | 1.HC | Pascal Ackermann                | Bora-Hansgrohe                      |
| 8                                 | Chrono Champenois                          | 1.2  | Mikkel Bjerg                    | Hagens Berman Axeon                 |
| 8                                 | Gylne Gutuer                               | 1.2  | Kristoffer Skjerping            | Uno-X Norwegian Development         |
| 8                                 | Antwerp Port Epic                          | 1.1  | Aimé De Gendt                   | Wanty-Gobert                        |
| 11-15                             | Tour de Rumania                            | 2.1  | Alex Molenaar                   | Monkey Town-A Block CT              |
| 14                                | Coppa Agostoni                             | 1.1  | Aleksandr Ryabushenko           | UAE Emirates                        |
| 14                                | De Kustpijl                                | 1.2  | Bas van der Kooij               | Monkey Town-A Block CT              |
| 15                                | Raiffeisen G. P.                           | 1.2  | Maciej Paterski                 | Wibatech Merx                       |
| 15                                | Coppa Bernocchi                            | 1.1  | Phil Bauhaus                    | Bahrain Merida                      |
| 15                                | Tour de Doubs                              | 1.1  | Stefan Küng                     | Groupama-FDJ                        |
| 15                                | Dúo Normando                               | 1.1  | Mathias Norsgaard Rasmus Quaade | Riwal Readynez                      |
| 18                                | Giro de Toscana                            | 1.1  | Giovanni Visconti               | Neri Sottoli-Selle Italia-KTM       |
| 18                                | Gran Premio de Valonia                     | 1.1  | Krists Neilands                 | Israel Cycling Academy              |
| 18-21                             | Tour de Eslovaquia                         | 2.1  | Yves Lampaert                   | Deceuninck-Quick Step               |
| 19                                | Coppa Sabatini                             | 1.1  | Alexey Lutsenko                 | Astana                              |
| 20                                | Campeonato de Flandes                      | 1.1  | Jannik Steimle                  | Deceuninck-Quick Step               |
| 20                                | Gran Premio Erciyes                        | 1.2  | Nikolai Shumov                  | Minsk CC                            |
| 21                                | Primus Classic                             | 1.HC | Edward Theuns                   | Trek-Segafredo                      |
| 21                                | Memorial Marco Pantani                     | 1.1  | Alexey Lutsenko                 | Astana                              |
| 21-22                             | Tour de Kayseri                            | 2.2  | Onur Balkan                     | Salcano Sakarya BB                  |
| 22                                | Trofeo Matteotti                           | 1.1  | Matteo Trentin                  | Selección de Italia                 |
| 22                                | Gran Premio de Isbergues                   | 1.1  | Mads Pedersen                   | Trek-Segafredo                      |
| 22                                | Gooikse Pijl                               | 1.1  | Pascal Ackermann                | Bora-Hansgrohe                      |
| 24                                | Ruota d'Oro                                | 1.2U | Nicola Venchiarutti             | Friuli ASD                          |
| 25                                | Circuito de Houtland                       | 1.1  | Max Walscheid                   | Sunweb                              |
| 27-29                             | Tour de Mevlana                            | 2.2  | Batuhan Özgür                   | Selección de Turquía                |
| 29                                | París-Chauny                               | 1.1  | Anthony Turgis                  | Total Direct Énergie                |

### Octubre
| UCI Europe Tour 2019 - octubre |                                     |      |                   |                            |
| Fecha                          | Carrera                             | Cat. | Ganador           | Equipo                     |
| ------------------------------ | ----------------------------------- | ---- | ----------------- | -------------------------- |
| 1-6                            | CRO Race                            | 2.1  | Adam Yates        | Mitchelton-Scott           |
| 3                              | Giro de Münsterland                 | 1.HC | Álvaro Hodeg      | Deceuninck-Quick Step      |
| 5                              | Giro de Emilia                      | 1.HC | Primož Roglič     | Jumbo-Visma                |
| 5                              | Tour de Eurométropole               | 1.HC | Piet Allegaert    | Sport Vlaanderen-Baloise   |
| 6                              | Piccolo Giro de Lombardía           | 1.2U | Andrea Bagioli    | Colpack                    |
| 6                              | Gran Premio Bruno Beghelli          | 1.HC | Sonny Colbrelli   | Bahrain Merida             |
| 6                              | Famenne Ardenne Classic             | 1.1  | Dimitri Claeys    | Cofidis, Solutions Crédits |
| 6                              | Tour de Vendée                      | 1.1  | Marc Sarreau      | Groupama-FDJ               |
| 8                              | Tres Valles Varesinos               | 1.HC | Primož Roglič     | Jumbo-Visma                |
| 8                              | Binche-Chimay-Binche                | 1.1  | Tom Van Asbroeck  | Israel Cycling Academy     |
| 9                              | Milán-Turín                         | 1.HC | Michael Woods     | EF Education First         |
| 10                             | París-Bourges                       | 1.1  | Marc Sarreau      | Groupama-FDJ               |
| 10                             | Giro del Piemonte                   | 1.HC | Egan Bernal       | INEOS                      |
| 12                             | Tacx Pro Classic                    | 1.1  | Dylan Groenewegen | Jumbo-Visma                |
| 12                             | Fatih Sultan Mehmet Edirne Race     | 1.2  | Onur Balkan       | Salcano Sakarya BB         |
| 13                             | Fatih Sultan Mehmet Kirklareli Race | 1.2  | Ahmet Örken       | Salcano Sakarya BB         |
| 13                             | París-Tours sub-23                  | 1.2U | Alexys Brunel     | Groupama-FDJ Continental   |
| 13                             | París-Tours                         | 1.HC | Jelle Wallays     | Lotto Soudal               |
| 13                             | Memorial Rik Van Steenbergen        | 1.1  | Dries De Bondt    | Corendon-Circus            |
| 20                             | Chrono des Nations sub-23           | 1.2U | Jasper De Plus    | Home Solution-Soenens      |
| 20                             | Chrono des Nations                  | 1.1  | Jos van Emden     | Jumbo-Visma                |

## Clasificaciones finales
Las clasificaciones finales fueron las siguientes:

### Individual
La integraron todos los ciclistas del continente que lograron puntos pudiendo pertenecer tanto a equipos amateurs como profesionales, inclusive los equipos UCI WorldTeam.
| Posición | Corredor           | Equipo                | Puntos  |
| -------- | ------------------ | --------------------- | ------- |
| 1.º      | Primož Roglič      | Jumbo-Visma           | 4705,28 |
| 2.º      | Julian Alaphilippe | Deceuninck-Quick Step | 3569,95 |
| 3.º      | Jakob Fuglsang     | Astana                | 3472,5  |
| 4.º      | Alejandro Valverde | Movistar              | 3297    |
| 5.º      | Greg Van Avermaet  | CCC                   | 2947,33 |
| 6.º      | Pascal Ackermann   | Bora-Hansgrohe        | 2538    |
| 7.º      | Alexander Kristoff | UAE Emirates          | 2484,5  |
| 8.º      | Elia Viviani       | Deceuninck-Quick Step | 2392,12 |
| 9.º      | Peter Sagan        | Bora-Hansgrohe        | 2232    |
| 10.º     | Bauke Mollema      | Trek-Segafredo        | 2220    |

| Posiciones 11.º al 20.º | Posiciones 11.º al 20.º | Posiciones 11.º al 20.º | Posiciones 11.º al 20.º |
| ----------------------- | ----------------------- | ----------------------- | ----------------------- |
| 11.º                    | Mathieu van der Poel    | Corendon-Circus         | 2205                    |
| 12.º                    | Diego Ulissi            | UAE Emirates            | 2084                    |
| 13.º                    | Oliver Naesen           | AG2R La Mondiale        | 2072                    |
| 14.º                    | Tadej Pogačar           | UAE Emirates            | 2065,33                 |
| 15.º                    | Emanuel Buchmann        | Bora-Hansgrohe          | 2043                    |
| 16.º                    | Tim Wellens             | Lotto Soudal            | 1936,18                 |
| 17.º                    | Adam Yates              | Mitchelton-Scott        | 1927,57                 |
| 18.º                    | Matteo Trentin          | Mitchelton-Scott        | 1920                    |
| 19.º                    | Maximilian Schachmann   | Bora-Hansgrohe          | 1528                    |
| 20.º                    | Mike Teunissen          | Jumbo-Visma             | 1514,63                 |

### Equipos
A partir de 2019 y debido a cambios reglamentarios, solo los equipos profesionales del continente, exceptuando los de categoría UCI ProTeam, entraron en esta clasificación. Se confeccionaron con la sumatoria de puntos que obtenía un equipo con los 10 corredores que más puntos habían obtenido, independientemente del continente en el que los había conseguido.
| Posición | Equipo                     | Puntos  |
| -------- | -------------------------- | ------- |
| 1.º      | Total Direct Énergie       | 5152,67 |
| 2.º      | Wanty-Gobert               | 5086    |
| 3.º      | Corendon-Circus            | 4898    |
| 4.º      | Israel Cycling Academy     | 4849,2  |
| 5.º      | Cofidis, Solutions Crédits | 4644    |

| Posiciones desde el 6.º hasta el 10.º | Posiciones desde el 6.º hasta el 10.º | Posiciones desde el 6.º hasta el 10.º |
| Posición                              | Equipo                                | Puntos                                |
| ------------------------------------- | ------------------------------------- | ------------------------------------- |
| 6.º                                   | Androni Giocattoli-Sidermec           | 3681                                  |
| 7.º                                   | Wallonie Bruxelles                    | 3065                                  |
| 8.º                                   | Vital Concept-B&B Hotels              | 2780,34                               |
| 9.º                                   | Arkéa Samsic                          | 2769                                  |
| 10.º                                  | Neri Sottoli-Selle Italia-KTM         | 2551                                  |

### Países
Se confeccionó mediante los puntos de los 8 mejores ciclistas de un país, no solo los que lograron en este Circuito Continental, sino también los logrados en todos los circuitos. E incluso si un corredor de un país de este circuito, solo logró puntos en otro circuito (Asia, America, África, Oceanía), sus puntos iban a esta clasificación.
| Posición | País         | Puntos   |
| -------- | ------------ | -------- |
| 1.º      | Bélgica      | 13491,09 |
| 2.º      | Italia       | 11747,48 |
| 3.º      | Países Bajos | 11388,14 |
| 4.º      | Francia      | 10909,95 |
| 5.º      | España       | 10039,62 |

| Posiciones desde el 6.º hasta el 10.º | Posiciones desde el 6.º hasta el 10.º | Posiciones desde el 6.º hasta el 10.º |
| Posición                              | País                                  | Puntos                                |
| ------------------------------------- | ------------------------------------- | ------------------------------------- |
| 6.º                                   | Eslovenia                             | 9521,4                                |
| 7.º                                   | Alemania                              | 9373,33                               |
| 8.º                                   | Dinamarca                             | 8138,19                               |
| 9.º                                   | Reino Unido                           | 6158,32                               |
| 10.º                                  | Noruega                               | 5827,59                               |

### Países sub-23
| Posición | Corredor  | Equipo  | Puntos |
| -------- | --------- | ------- | ------ |
| 1.º      | Bélgica   | 3590,75 |        |
| 2.º      | Eslovenia | 2364,66 |        |
| 3.º      | Dinamarca | 2042,16 |        |
| 4.º      | Italia    | 1886,2  |        |
| 5.º      | Suiza     | 1784,6  |        |

## Evolución de las clasificaciones
| Fecha            | Clasificación individual | Clasificación por equipos  | Clasificación por países | Clasificación por países sub-23 |
| ---------------- | ------------------------ | -------------------------- | ------------------------ | ------------------------------- |
| 31 de enero      | Alejandro Valverde       | Cofidis, Solutions Crédits | Bélgica                  | Bélgica                         |
| 28 de febrero    | Alejandro Valverde       | Cofidis, Solutions Crédits | Bélgica                  | Bélgica                         |
| 31 de marzo      | Julian Alaphilippe       | Wanty-Gobert               | Francia                  | Bélgica                         |
| 30 de abril      | Julian Alaphilippe       | Cofidis, Solutions Crédits | Bélgica                  | Bélgica                         |
| 31 de mayo       | Julian Alaphilippe       | Cofidis, Solutions Crédits | Francia                  | Bélgica                         |
| 30 de junio      | Julian Alaphilippe       | Cofidis, Solutions Crédits | Bélgica                  | Bélgica                         |
| 31 de julio      | Julian Alaphilippe       | Cofidis, Solutions Crédits | Francia                  | Bélgica                         |
| 31 de agosto     | Julian Alaphilippe       | Wanty-Gobert               | Bélgica                  | Bélgica                         |
| 30 de septiembre | Primož Roglič            | Total Direct Énergie       | Bélgica                  | Bélgica                         |
| 22 de octubre    | Primož Roglič            | Total Direct Énergie       | Bélgica                  | Bélgica                         |
| Final            | Primož Roglič            | Total Direct Énergie       | Bélgica                  | Bélgica                         |